# Lanaria lanata
Lanaria lanata is een meerjarige plant van 30-80 cm hoog en is de enige vertegenwoordiger van de familie Lanariaceae. In het Afrikaans wordt hij perdekapok genoemd. De plant heeft veel lijnvormige bladeren die aan de basis ontspruiten en opstaande bloeiwijzen die bovenaan volledig bedekt zijn met witte, wollige haren. De plant bloeit het meest uitbundig nadat de omringende struiken zijn afgebrand, meestal tussen november en januari. De plant groeit in fynbos aan de zuidkust van Zuid-Afrika. De soort groeit op klei en zandsteen hellingen.

## Beschrijving
Lanaria lanata is een meerjarige plant van 30-80 cm hoog die groeit in pollen vanuit korte, verticale wortelstokken. De wortels komen uit het onderste deel van de wortelstok. De bladeren zijn gerangschikt in twee rijen of in een spiraal. Ze zijn kaal, lijnvormig, met een fijn gezaagde rand, ontspringen vanuit de basis, de stengel onderaan omvattend, zonder duidelijke bladstelen, met parallelle nerven. De bloeiwijze is bovenaan geheel sneeuwwit vanwege een dichte bedekking van wollige, vertakte haren. De bloeiwijze is een dichte pluim met gedeeltelijk eenarmige, schermachtige zijtakken. De bloemen zijn tweeslachtig, met een onderstandig vruchtbeginsel, klein, volledig bedekt met lange, golvende, witte vertakte haren aan de buitenkant, kaal, wit tot lichtlila aan de binnenkant en lila rond de rand. Het bloemdek bestaat uit 6 gelijke bloemblaadjes die voor de onderste helft tot een buis zijn vergroeid. Er zijn 6 meeldraden waarvan de binnenste 3 iets korter zijn dan de buitenste. De helmdraden zijn aan hun voet vergroeid tot een bloembuis. De helmknoppen zijn bevestigd aan de helmdraad halverwege de buitenkant van het helmbindsel en openen naar het midden van de bloem toe. Het vruchtbeginsel bestaat uit drie hokken, met nectarproducerende klieren op de tussenschotten. De stijl is smal, draadvormig, met een klein bolvormige stempel. Ieder hok van het vruchtbeginsel bevat 2 anatrope zaadknoppen. De vrucht is een capsule met één zwartglanzend zaad.

## Taxonomie
Perdekapok werd voor het eerst wetenschappelijk beschreven in 1753 door Carl Linnaeus in zijn standaardwerk Species plantarum en hij gaf de soort de naam Hyacinthus lanatus. Jean-Baptiste de Lamarck beschreef de soort in 1786 als Dilatris hexandra en plaatste het daarmee in een geslacht dat tot de Haemodoraceae of bloedwortelfamilie wordt gerekend. In deze familie hebben de bloemen echter slechts 3 meeldraden terwijl perdekapok er 6 heeft. William Aiton meende dat de soort in een ander geslacht moest worden geplaatst dan de hyacinth en publiceerde daarom in de reeks Hortus Kewensis in 1789 de nieuwe naam Lanaria plumosa. In 1791 deelde ook de Franse botanicus Antoine Laurent de Jussieu de soort in bij een nieuw geslacht en maakte op deze manier de nieuwe combinatie Argolasia plumosa. Eveneens in 1791 gaf de Duitse botanicus Johann Friedrich Gmelin de soort de naam Argolasia capensis. In 1811 publiceerde Jean Louis Marie Poiret de door Lamarck gesuggereerde correctie van de naam tot Argolasia lanata, aangezien lanata de eerst gepubliceerde soortnaam betreft. De Belgische botanicus Théophile Alexis Durand en de Zwitsere botanicus Hans Schinz maakten in 1894 de correcte combinatie Lanaria lanata.

### Naamgeving
De geslachtsnaam Lanaria is afgeleid van het Griekse woord λάνα (lana), dat wol betekent, terwijl -aria verbonden met betekent. De soortnaam lanata is Latijn en betekent ook wollig. Deze namen verwijzen naar de wollige witte haren die de bovenkant van de bloemstengel overdekken. De soort staat lokaal bekend als Cape edelweiss (Engels) en kapokblom of perdekapok (Afrikaans).